# Eiphosoma fuzhi
Eiphosoma fuzhi là một loài tò vò trong họ Ichneumonidae.